# ヘルムホルツの渦定理
ヘルムホルツの渦定理（ヘルムホルツのうずていり）とは、流体にできる渦に関する3つの定理である。それは、渦のない運動は永遠に渦のないままで運動を続けること、ある時刻において1つの渦線上にあった粒子は他の渦線に移動せずに永遠に渦運動を継続すること、渦を形成する流体が移動してもその強さは同じであることである。この定理は流体が完全流体でありかつ、流体の密度が圧力のみによって決定されるような場合に成り立つ。この定理は、渦の強さが保存されることを示している。定理の名はドイツの物理学者ヘルマン・フォン・ヘルムホルツに由来する。

## 利用
ヘルムホルツの渦定理は気象学において重要である。日本の物理学者である北尾次郎は、ヘルムホルツの渦定理を用いた地球の大気循環に関する厳密な記述を試みた。また、ケルビンの渦定理はこの定理と同じ内容を積分の形で表したものである。